# Gunnela Westlander
Gunnela Anna Maria Westlander, född 4 oktober 1930 i Stockholm, död 19 november 2024, var en svensk psykolog.
Westlander, som var dotter till advokat Åke Skiöld och Margit Stenbeck, blev filosofie kandidat vid Uppsala universitet 1953, filosofie licentiat 1969, filosofie doktor 1976 och docent i psykologi vid Stockholms universitet 1977. Hon var anställd vid Psykotekniska institutet 1962–1965, verksam vid PAPersonaladministrativa rådets forskningsavdelning 1966–1978, universitetslektor vid Stockholms universitet 1974–1978, forskare vid Arbetsmiljöinstitutet 1978–1985, laborator där 1986 samt blev professor i arbetspsykologi och chef vid Arbetsmiljöinstitutet 1987. Professor emerita vid Psykologiska institutionen, Stockholms universitet från 1996.
Westlander var ledamot av Psykologförbundets vetenskapliga råd 1979–1983, styrelseledamot i Arbetslivscentrum 1979–1986 och 1992 samt i Delegationen för social forskning 1983–1986, ledamot Kärnkraftsinspektionens forskningsnämnd 1988–1994, Skolverkets forskningsnämnd 1994–1996,  forskningsprogram vid NUTEK 1993–2002 samt vid Norges forskningsråd 2000–2006, Hon har även varit ledamot av redaktionskommittéerna för Journal of Women's Health (i USA), Nordisk Psykologi, Journal of Occupational Safety and Ergonomics samt Arbetsmarknad & Arbetsliv 1998–2000. Hon blev hedersdoktor vid Kungliga Tekniska högskolan 2003.
Forskningsinriktning: Socialpsykologiska perspektiv på arbetsorganisation, produktionsteknik, datoranvändning, organisationsförändringar, interventionsstrategier.